# Brittany Benn
Pour les articles homonymes, voir Benn.
Pas d'image ? Cliquez ici

b Matchs officiels uniquement.
Dernière mise à jour le 19 avril 2023.

Brittany Benn, née le 23 avril 1989 à Napanee (Ontario, Canada) est une joueuse canadienne de rugby à sept et à XV. Elle a remporté avec l'équipe du Canada la médaille de bronze du tournoi féminin des Jeux olympiques d'été de 2016 à Rio de Janeiro.

## Biographie
Brittany Benn est dans un premier temps internationale canadienne de rugby à XV. Elle dispute la Coupe du monde 2014 en France.
Elle fait ses débuts avec sa sélection à sept dans les Sevens Series en 2015. Elle fait partie de l'équipe qui remporte la médaille de bronze du tournoi féminin des Jeux olympiques d'été de 2016 à Rio de Janeiro,. Elle est à nouveau sélectionné en 2021 pour les Jeux olympiques de Tokyo, où son pays termine à la neuvième place. Elle arrête sa carrière dans la foulée.